# Trofeo Playa y Sol

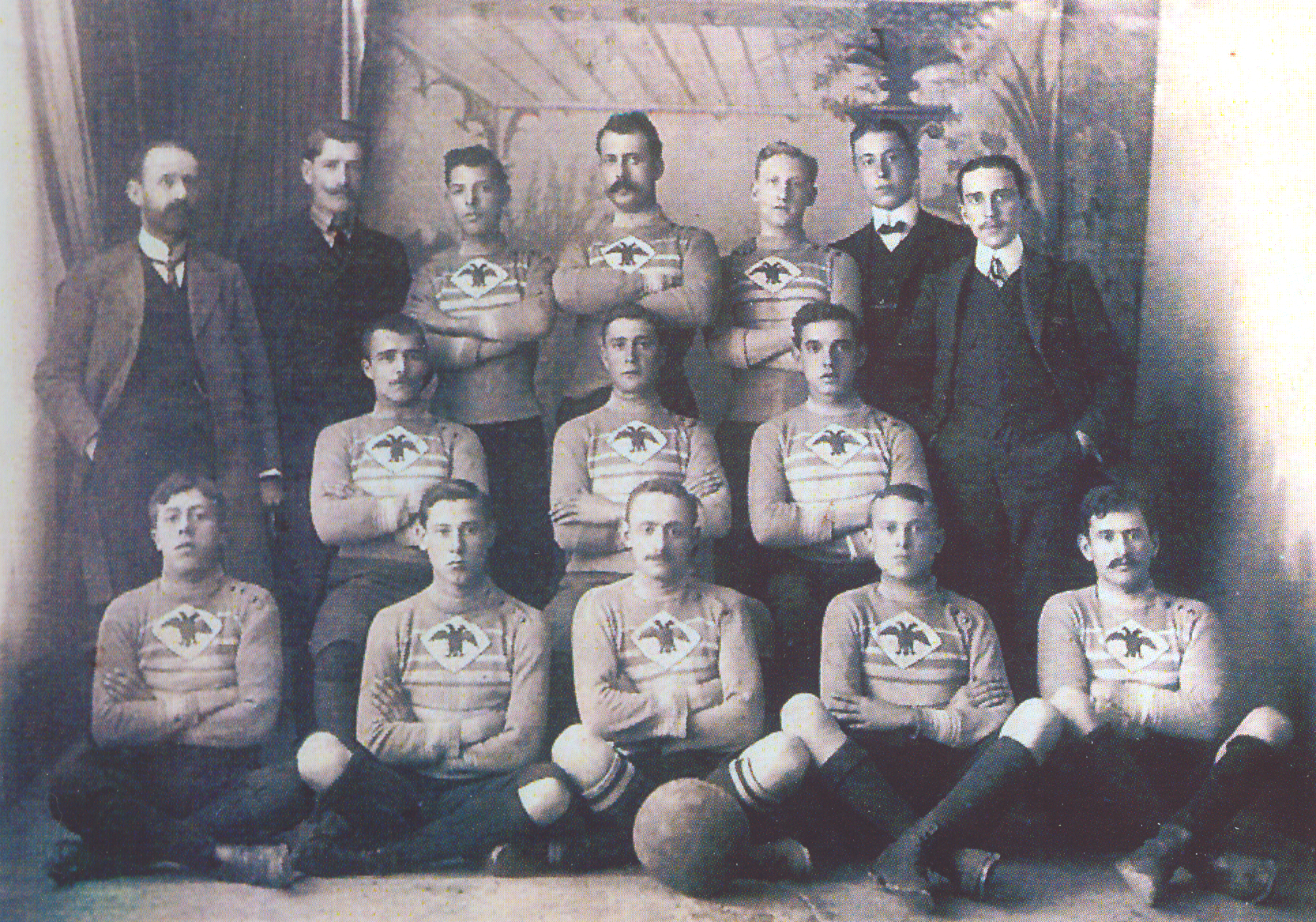
Sporting Aguileño en el año 1901.

El Trofeo Playa y Sol, antes Trofeo Pinilla Millán y Trofeo Los Quijales, es el trofeo más antiguo del fútbol español que organiza el Ayuntamiento de Águilas desde 1901, que se celebra en la ciudad de Águilas, (Murcia). Se lleva a cabo todos los años en agosto entre los equipos de los municipios vecinos de Águilas y Lorca y actualmente se juega en el estadio de El Rubial.

## Historia

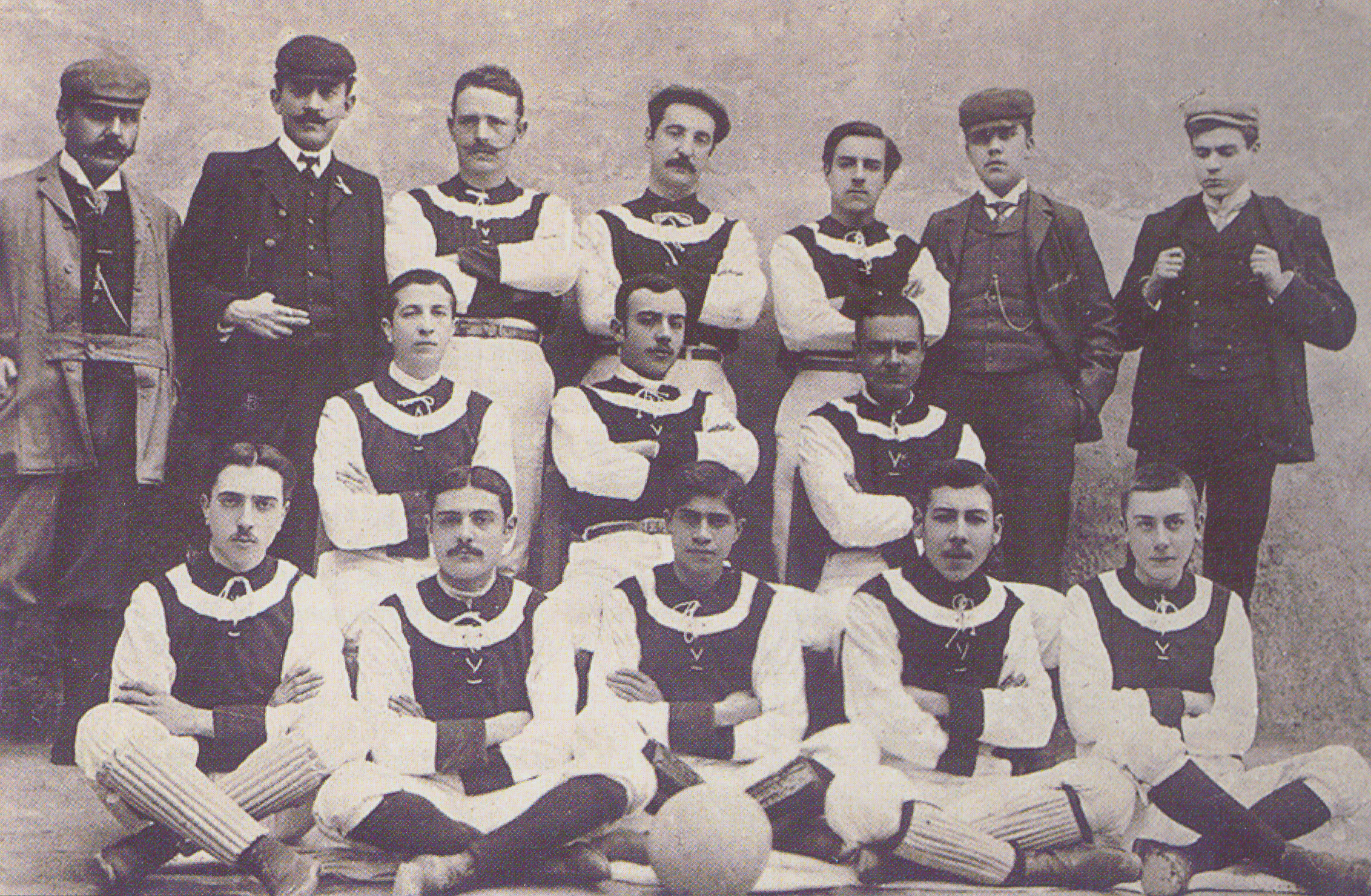
Sociedad Lorca Foot-ball Club en el año 1901.

Las localidades de Águilas y Lorca fueron las primeras de la Región de Murcia que contaron con equipos de fútbol organizados. El primer partido de fútbol en la región se celebró en el "jugadero" de Los Llanos de Santa Quiteria de Lorca, donde se enfrentaron ambas localidades. El partido se disputó en el año 1901, pero se desconoce la fecha exacta. Un segundo partido se jugó a mediados de agosto de 1901, en unos terrenos al lado de la explanada del muelle en Águilas. Ya el 7 de febrero de 1904 en el "jugadero" de Santa Quiteria de Lorca se celebró otro partido.
Desde aquellos enfrentamientos históricos y un siglo después, el Lorca y el Águilas (aunque con denominaciones distintas a las del año 1901) disputan el torneo cada verano que, en cierto modo, sirve como homenaje a los pioneros del fútbol en la Región de Murcia.
Anteriormente lo organizaban ambos ayuntamientos y se jugaba a ida y vuelta. Aunque se empezó a jugar en 1901, se hacía esporádicamente. No fue hasta 1950 cuando se estableció el trofeo como anual.
A partir del año 1994 el trofeo recibe la denominación con la que se le conoce actualmente (Playa y Sol), aunque en varios años también toma el nombre algún patrocinador.

## Partidos
Campeón resaltado en negrita. Resultado de los penaltis entre paréntesis.

### Esporádicos
| Fecha                   | Equipo Local      | Resultado | Equipo Visitante  | Estadio            | Localidad |
| ----------------------- | ----------------- | --------- | ----------------- | ------------------ | --------- |
| 1901                    | Lorca FC          | 0-2       | Sporting Aguileño | Santa Quiteria     | Lorca     |
| 14 de agosto de 1901    | Sporting Aguileño | 5-0       | Lorca FC          | ????               | Águilas   |
| 7 de febrero de 1904    | Lorca FC          | 0-1       | Sporting Aguileño | Santa Quiteria     | Lorca     |
| Abril de 1904           | Sporting Aguileño | 3-0       | Lorca FC          | ????               | Águilas   |
| 1 de marzo de 1916      | Lorca FC          | 1-2       | Sporting Aguileño | Santa Quiteria     | Lorca     |
| 2 de julio de 1922      | UD Lorquina       | 1-0       | Universitari FC   | Santa Quiteria     | Lorca     |
| 30 de julio de 1922     | Arenas FC         | 3-1       | UD Lorquina       | El Rubial          | Águilas   |
| 26 de diciembre de 1923 | Arenas FC         | 0-1       | UD Lorquina       | El Rubial          | Águilas   |
| 25 de mayo de 1924      | Lorca FC          | 2-1       | CD Aguileño       | Huerto de La Rueda | Lorca     |
| 30 de agosto de 1925    | Athletic de Lorca | 3-2       | Arenas FC         | Huerto de La Rueda | Lorca     |
| 24 de abril de 1929     | Lorca SC          | 5-2       | Huracán FC        | Huerto de La Rueda | Lorca     |
| 5 de noviembre de 1935  | CD Lorca          | 2-1       | Águilas FC        | Huerto de La Rueda | Lorca     |
| 22 de noviembre de 1942 | CD Lorca          | 4-1       | Águilas FC        | Huerto de La Rueda | Lorca     |

### Amistosos anuales
| Fecha                         | Equipo Local | Resultado | Equipo Visitante | Estadio                 | Localidad |
| ----------------------------- | ------------ | --------- | ---------------- | ----------------------- | --------- |
| 2 de mayo de 1950             | Lorca CF     | 2-1       | Águilas CF       | Instituto Ibañez Martín | Lorca     |
| 15 de agosto de 1950          | Águilas CF   | 1-0       | CD Lorca         | El Rubial               | Águilas   |
| 12 de agosto de 1951 (ida)    | Águilas CF   | ?-?       | CD Lorca         | El Rubial               | Águilas   |
| 15 de agosto de 1951 (vuelta) | Águilas CF   | ?-?       | CD Lorca         | El Rubial               | Águilas   |
| 14 de agosto de 1953 (ida)    | Águilas CF   | 2-3       | CD Lorca         | El Rubial               | Águilas   |
| 17 de agosto de 1953 (vuelta) | CD Lorca     | 3-0       | Águilas CF       | San José                | Lorca     |
| 12 de agosto de 1956 (ida)    | Águilas CF   | ?-?       | CD Lorca         | El Rubial               | Águilas   |
| 14 de agosto de 1956 (vuelta) | CD Lorca     | ?-?       | Águilas CF       | San José                | Lorca     |
| 12 de agosto de 1958 (ida)    | Águilas CF   | 0-1       | CD Lorca         | El Rubial               | Águilas   |
| 17 de agosto de 1958 (vuelta) | CD Lorca     | 4-1       | Águilas CF       | San José                | Lorca     |
| n/d de 1959 (ida)             | Águilas CF   | 2-0       | CD Lorca         | El Rubial               | Águilas   |
| n/d de 1959 (vuelta)          | CD Lorca     | 2-3       | Águilas CF       | San José                | Lorca     |
| n/d de 1961 (ida)             | Águilas CF   | 0-3       | CD Lorca         | El Rubial               | Águilas   |
| n/d de 1961 (vuelta)          | CD Lorca     | 6-3       | Águilas CF       | San José                | Lorca     |

### Como Trofeo Pinilla Millán
| Fecha                            | Equipo Local       | Resultado | Equipo Visitante   | Estadio   | Localidad |
| -------------------------------- | ------------------ | --------- | ------------------ | --------- | --------- |
| 15 de agosto de 1969 (ida)       | Águilas CF         | 1-3       | CF Lorca Deportiva | El Rubial | Águilas   |
| 22 de agosto de 1969 (vuelta)    | CF Lorca Deportiva | 5-0       | Águilas CF         | San José  | Lorca     |
| 15 de agosto de 1970 (ida)       | Águilas CF         | 2-0       | CF Lorca Deportiva | El Rubial | Águilas   |
| 22 de agosto de 1970 (vuelta)    | CF Lorca Deportiva | 2-2       | Águilas CF         | San José  | Lorca     |
| 15 de agosto de 1973             | Águilas CF         | 0-4       | CF Lorca Deportiva | El Rubial | Águilas   |
| 15 de agosto de 1975             | Águilas CF         | 1-2       | CF Lorca Deportiva | El Rubial | Águilas   |
| 15 de agosto de 1976 (ida)       | Águilas CF         | 0-0       | CF Lorca Deportiva | El Rubial | Águilas   |
| 22 de agosto de 1976 (vuelta)    | CF Lorca Deportiva | 0-2       | Águilas CF         | San José  | Lorca     |
| 15 de agosto de 1977 (ida)       | Águilas CF         | 1-0       | CF Lorca Deportiva | El Rubial | Águilas   |
| 8 de septiembre de 1977 (vuelta) | CF Lorca Deportiva | 1-1       | Águilas CF         | San José  | Lorca     |
| 15 de agosto de 1979 (ida)       | Águilas CF         | 3-3       | CF Lorca Deportiva | El Rubial | Águilas   |
| 22 de agosto de 1979 (vuelta)    | CF Lorca Deportiva | 4-1       | Águilas CF         | San José  | Lorca     |
| 15 de agosto de 1980 (ida)       | Águilas CF         | 1-1       | CF Lorca Deportiva | El Rubial | Águilas   |
| 22 de agosto de 1980 (vuelta)    | CF Lorca Deportiva | 0-0       | Águilas CF         | San José  | Lorca     |

### Como Trofeo Los Quijales
| Fecha                         | Equipo Local       | Resultado | Equipo Visitante   | Estadio   | Localidad |
| ----------------------------- | ------------------ | --------- | ------------------ | --------- | --------- |
| 15 de agosto de 1988 (ida)    | Águilas CF         | 0-1       | CF Lorca Deportiva | El Rubial | Águilas   |
| 22 de agosto de 1988 (vuelta) | CF Lorca Deportiva | 2-1       | Águilas CF         | San José  | Lorca     |
| 15 de agosto de 1989 (ida)    | Águilas CF         | 2-1       | CF Lorca Deportiva | El Rubial | Águilas   |
| 22 de agosto de 1989 (vuelta) | CF Lorca Deportiva | 1-3       | Águilas CF         | San José  | Lorca     |